# Нахера
На́хера (ісп. Nájera) — муніципалітет в Іспанії, у складі автономної спільноти Ла-Ріоха. Населення — 8474 осіб (2009).
Муніципалітет розташований на відстані близько 240 км на північ від Мадрида, 24 км на захід від Логроньйо.

## Демографія
Динаміка населення (INE ):

## Персоналії
- Гарсія III (1010/1020 — 1054) — король Наварри (1035—1054).

## Галерея зображень

Розташування муніципалітету
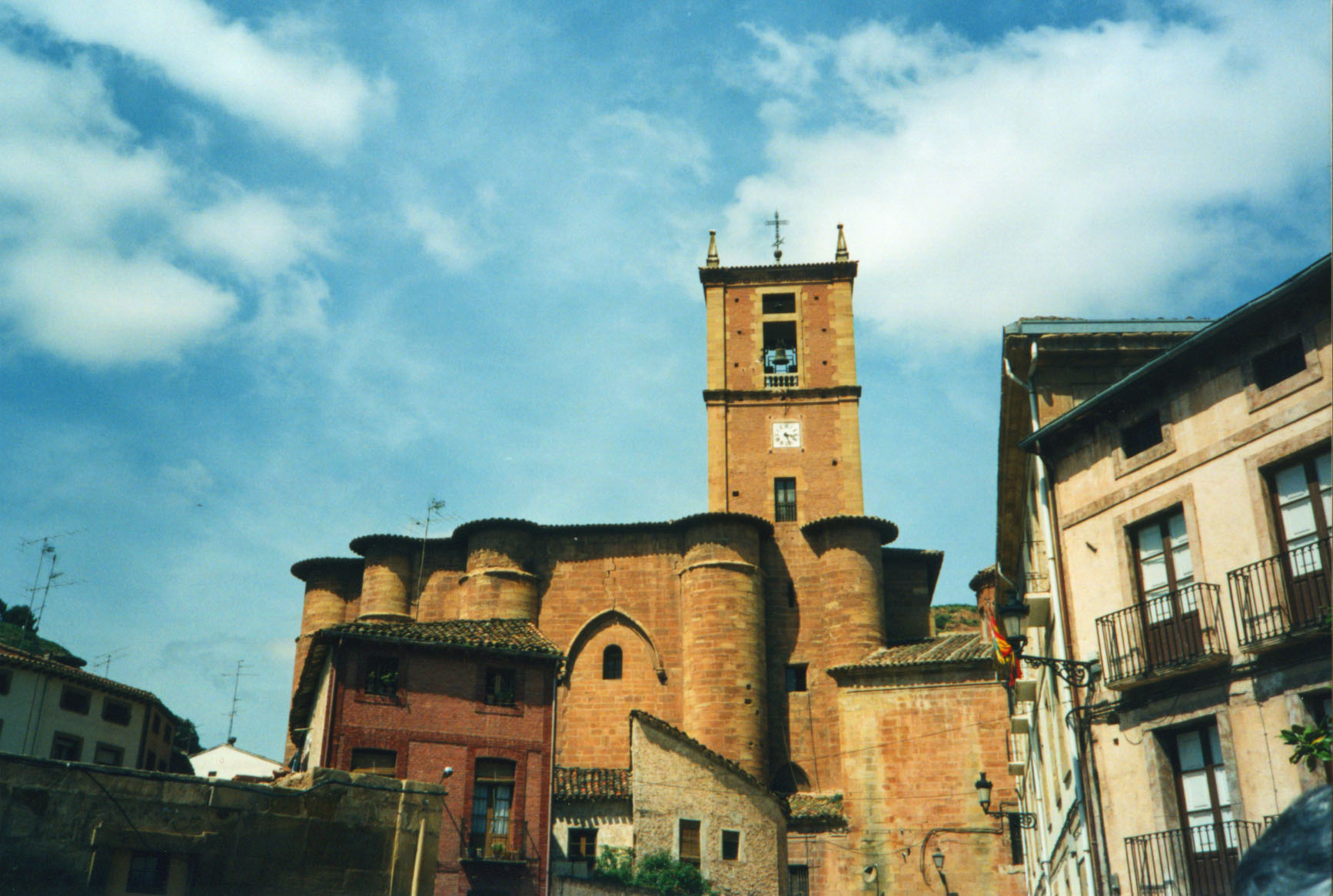
Монастир Санта-Марія-ла-Реаль у Нахері